# Gehen (Sport)

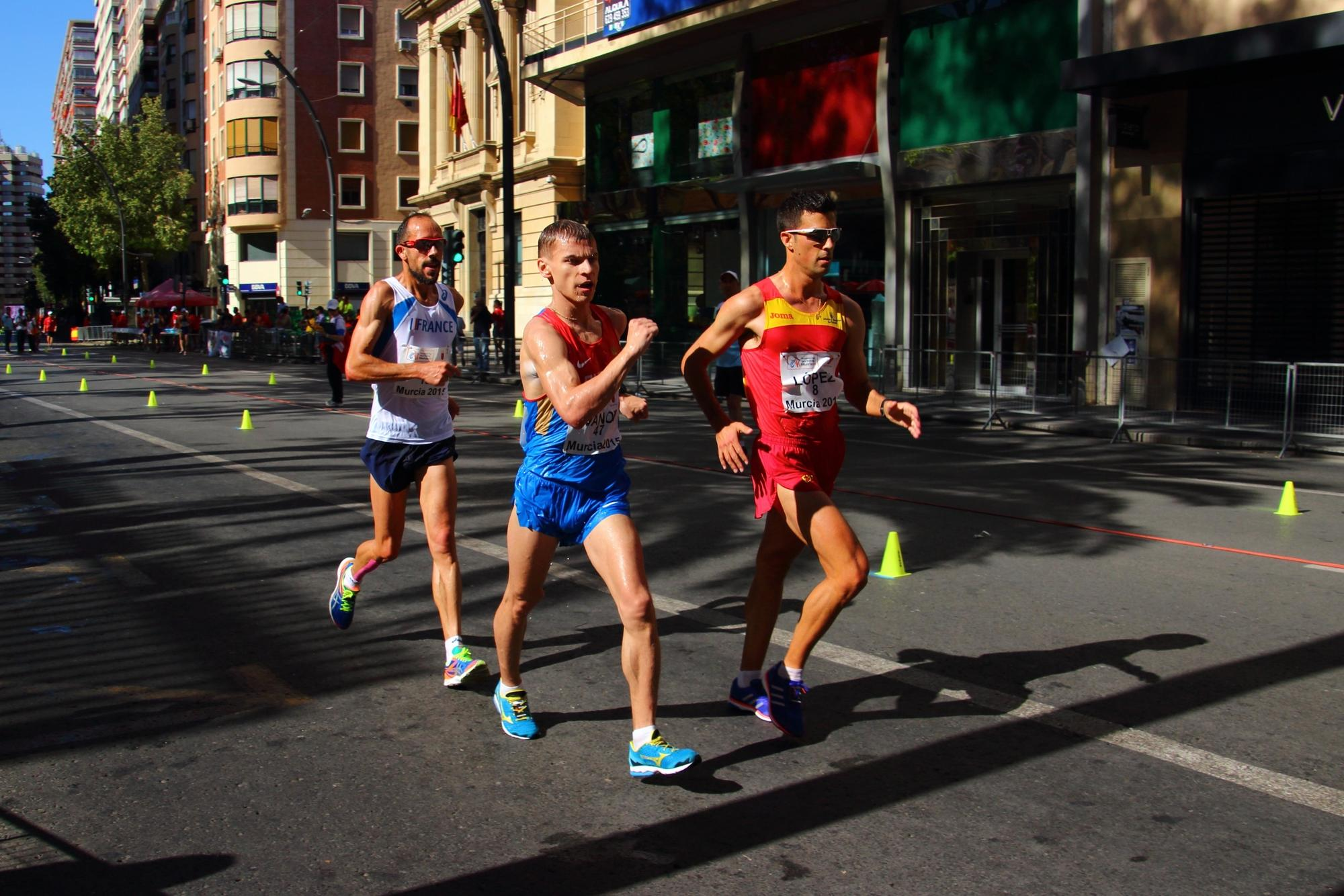
Geher-Europacup 2015 (v. r. n. l.): Miguel López, Spanien – Alexander Iwanow, Russland – Yohann Diniz, Frankreich

Gehen ist eine olympische, leichtathletische Disziplin, bei der im Gegensatz zum Laufen kein für das menschliche Auge sichtbarer Verlust des Bodenkontakts vorkommen darf. Zusätzlich muss das ausschreitende (vordere) Bein beim Aufsetzen auf den Boden gestreckt – d. h. am Knie nicht gebeugt – sein (Technische Regel (TR) 54 der IWR – Internationalen Wettkampfregeln). Hierdurch kommt es zu der für Geher so markanten Hüftbewegung.

## Geschichte

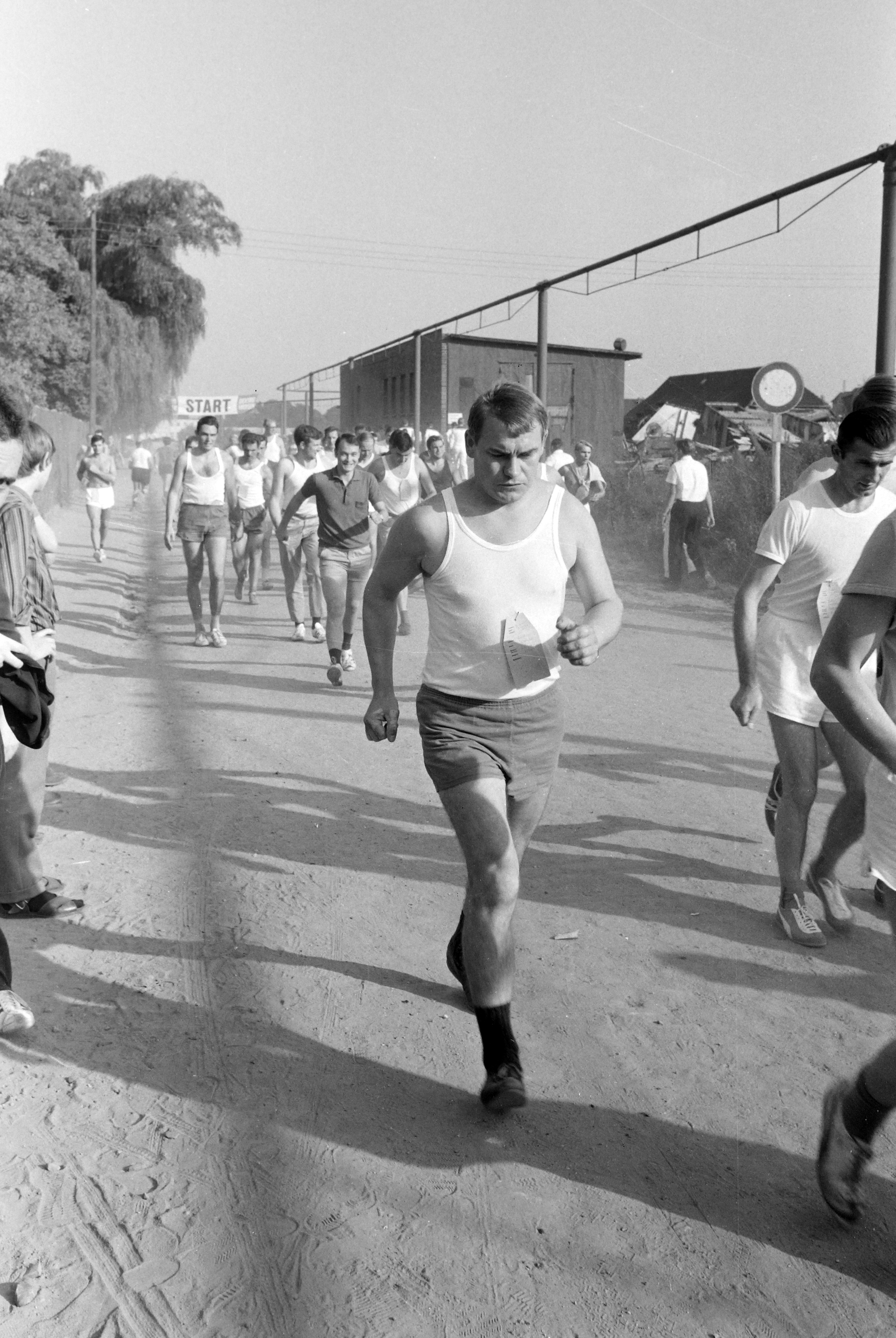
Unbekannte Teilnehmer bei einem Gehwettkampf nach dem Start – Fotografie von Jochen Mellin, ohne Datum

1682 fand in London ein Gehwettkampf statt, der aus einem fünfstündigen Dauergehen bestand.
Im 18. und 19. Jahrhundert war das Gehen ein populärer Zuschauersport in Großbritannien. Einer der bekanntesten Fußgänger war Captain Robert Barclay Allardice, bekannt als der „Gefeierte Fußgänger“ (englisch: The Celebrated Pedestrian) von Stonehaven. Seinen größten Rekord stellte er zwischen dem 1. Juni und dem 12. Juli 1809 auf, als es ihm gelang, in 1000 aufeinanderfolgenden Stunden jeweils eine englische Meile zurückzulegen. Bei diesem Ereignis waren etwa 10.000 Zuschauer anwesend. Auch wenn der Fußgängersport im 20. Jh. an Bedeutung verloren hat, so gibt es weiterhin das Gehen als olympische Disziplin. Daneben wird in England als traditionelles Sportereignis noch der Land’s End to John o’ Groats walk ausgetragen.
Das 50-km-Gehen wurde 1932 und das 20-km-Gehen 1956 olympisch. 1992 kam auch das Frauengehen ins olympische Programm.
2022 wurde das 35-km-Gehen als offizieller Wettbewerb für Frauen und Männer eingeführt. Bei den Weltmeisterschaften in Oregon wurde es ins Programm aufgenommen. Erste Weltrekorde werden ab dem 1. Januar 2023 anerkannt.

## Strecken
Internationale Wettbewerbe auf der Straße werden seit 2022 über 20 km und 35 km ausgetragen. Vorher waren es bei Männern meist 20 und 50 km, bei Frauen betrug die Streckenlänge in der Regel 20 und seit 2017 auch 50 km. Gegangen wird üblicherweise auf 1 bis 2,5 km langen Rund- oder Wendepunktstrecken. Auch beim Marathon im Gehen gibt es eine Neuerung, dieser Wettkampf wurde zum ersten Mal bei den Olympischen Spielen 2024 in Paris als Mixed-Staffel ausgetragen. Männer und Frauen bilden gemeinsam ein Team, diese Veranstaltung ersetzt den 50-km-Einzelmarathon im Gehen. Außerdem sind Bahnwettkämpfe über verschiedene Strecken ab 5 km üblich. Üblicherweise werden die Distanzen der Straßenwettkämpfe in Kilometern angegeben, bei Bahnwettkämpfen in Metern. Dementsprechend bezeichnet 20 km einen Wettkampf im Straßengehen, 20.000 m hingegen einen Wettbewerb im Bahngehen.

### Streckenlänge bei Deutschen Meisterschaften
Beispielhaft für die unterschiedlichen Streckenlängen des Gehsports sind die Längen der Wettbewerbe um Deutsche Meisterschaften. Die erste Distanz, über die ein deutscher Meistertitel vergeben wurde, war das Straßengehen über 100 km, das von 1906 bis 1912 ins Meisterschaftsprogramm aufgenommen war, jedoch nie zum gleichen Termin und am gleichen Ort wie die anderen Wettbewerbe stattfand. Dabei waren Siegerzeiten von mehr als elf Stunden üblich. Ab 1920 wurde das Gehen stattdessen bis 2021 auf der 50-km-Distanz ausgetragen. Auf dieser Strecke waren in den letzten Jahren stark sinkende Teilnehmerzahlen zu verzeichnen, sodass eine Mannschaftswertung mit den drei besten Gehern eines Teams nicht mehr möglich war (letztmals 2002). Da bei internationalen Wettbewerben die lange Gehdistanz von 50 km auf 35 km verkürzt wurde, wurde diese Änderung ab 2022 auch bei den Deutschen Meisterschaften eingeführt. Im Jahr 2024 gibt es nur noch Deutsche Meisterschaften über die kürzere 20-km-Distanz, doch auch diese wegen der geringen Teilnehmerzahlen ohne Mannschaftswertung.
Als kürzere Straßendistanz kam zunächst 1933 und 1934 ein Wettbewerb über 20 km hinzu. Dieser wiederum wurde von 1942 bis 1953 durch einen Wettkampf über 25 km abgelöst, bevor man ab 1955 bis heute wieder zu den international üblichen 20 km zurückkehrte.
Außer den Wettbewerben im Straßengehen stand mit größeren zeitlichen Unterbrechungen ab 1910 auch ein Wettbewerb im Bahngehen auf dem Meisterschaftsprogramm. Zunächst war von 1910 bis 1913 die gegangene Strecke 3000 Meter lang. 1921 und 1922 wurden 5000 Meter gegangen, von 1938 bis 1954 und dann wieder ab 2000 die 10.000 Meter. Eine Mannschaftswertung gibt es nur bei den Straßengehern, sie wurde 1927 eingeführt.
Meisterschaftswettbewerbe im Gehen der Frauen gibt es im Bereich des DLV seit 1980. Von 1980 bis 1986 wurde zunächst ein 5-km-Straßengehen ausgetragen, von 1987 bis 1997 wurde die Strecke auf 10 km verdoppelt. 1998 erfolgte eine weitere Verdoppelung der Distanz auf 20 km, was bis heute wie auch international üblich der Standard ist. Bahngehen über eine Streckenlänge von 5000 Metern gibt es seit 1990, wobei in den Jahren 1998 und 1999 10.000 Meter gegangen wurden, bevor man zu den 5000 Metern zurückkehrte. Eine Mannschaftswertung auf der Straße war von Anfang an berücksichtigt, jedoch gab es immer wieder Jahre, in denen aufgrund mangelnder Teilnehmerzahlen keine Mannschaftswertung zustande kam.
In den letzten Jahrzehnten wurden die Gehwettbewerbe auf Straße und Bahn nahezu vollständig vom Rest der Deutschen Leichtathletik-Meisterschaften getrennt, wie es bei den langen Straßendistanzen schon immer üblich war, was aber zwangsläufig zu einem geringeren Interesse bei Zuschauern und Medien führte.

## Warnhinweise, Rote Karten, Aufenthaltszone für Zeitstrafen und Disqualifikationen
Ist die Einhaltung der oben angeführten Bestimmungen „Bodenkontakt“ und „Kniestreckung“ gefährdet, können die Gehrichter dies den Athleten einmalig mit einem sogenannten „Warnhinweis“ durch eine gelbe Kelle mit Kennzeichnung des betreffenden Verstoßes mitteilen (Schlangenlinie = Verlust des Bodenkontaktes, Winkel = fehlende Streckung).
Darüber hinaus können die Gehrichter eine Rote Karte ausstellen. Die Rote Karte wird dem Athleten durch den einzelnen Gehrichter nicht angezeigt, sondern dem Gehrichterobmann als „Antrag auf Disqualifikation“ mitgeteilt. Zur Information der Athleten (und Zuschauer) wird die jeweilige Anzahl und der Grund der Roten Karten an einer Tafel angezeigt. Bei internationalen Veranstaltungen müssen Handheldcomputer für die Kommunikation zum Gehrichterobmann und zu der Disqualifikationsantragstafel verwendet werden.
Normalerweise wird der Geher nach drei Roten Karten durch verschiedene Gehrichter vom Obmann (oder einem seiner Assistenten) disqualifiziert. Angezeigt wird die Disqualifikation durch eine rote Kelle, worauf der Geher sofort den Wettkampf beenden und die Wettkampfstrecke verlassen muss. Bei Wettbewerben auf der Straße muss der Geher zudem seine Startnummern abnehmen.
Seit der Änderung der Internationalen Wettkampfregeln zu 2016 wurde eine Aufenthaltszone für Zeitstrafen gemäß ehemaliger Regel 230.7 c) eingeführt. Inzwischen wurde die Regelnummerierung angepasst und man findet die Regelung jetzt unter der Technischen Regel (TR) 54.7.3.  Wenn die Bestimmungen dieser Veranstaltung eine solche Aufenthaltszone vorsehen, ist sie bei allen Gehwettbewerben zwingend vorgeschrieben. Sie kann aber auch bei anderen Wettkämpfen zum Einsatz kommen, nachdem die zuständige Verbandsorganisation oder das Organisationskomitee (Veranstalter) dazu eine Entscheidung getroffen haben.
Bei Anwendung der Aufenthaltszone wird ein Athlet, welcher drei Rote Karten gesammelt hat, vom Gehrichterobmann oder einer ihm betrauten Person (also unter Umständen auch einer seiner Assistenten) dazu angewiesen, in die Aufenthaltszone zu gehen. Dort muss er eine Strafzeit verbringen, die mit der Regeländerung zu 2018 wie folgt festgelegt wurde:
- Wettkämpfe bis zu 5 km: 30 Sekunden Strafzeit
- Wettkämpfe bis zu 10 km: 1 Minute Strafzeit
- Wettkämpfe bis zu 20 km: 2 Minuten Strafzeit
- Wettkämpfe bis zu 30 km: 3 Minuten Strafzeit
- Wettkämpfe bis zu 35 km: 3,5 Minuten Strafzeit
- Wettkämpfe bis zu 40 km: 4 Minuten Strafzeit
- Wettkämpfe bis zu 50 km: 5 Minuten Strafzeit

Sollte der Athlet zu irgendeinem Zeitpunkt eine weitere Rote Karte von einem Gehrichter erhalten, welcher ihm noch keine Rote Karte ausgestellt hat, wird der Athlet disqualifiziert. Er wird auch vom Obmann disqualifiziert, wenn er sich trotz Anweisung weigert, in die Aufenthaltszone für Zeitstrafen zu gehen, oder wenn er nicht die festgelegte Strafzeit in der Aufenthaltszone verbringt.
Wenn gemäß Technische Regel 54.7.4 ein Athlet seine dritte Rote Karte erhält und es nicht mehr umsetzbar ist, dass der Athlet in die Aufenthaltszone zu weisen ist, hat der Schiedsrichter die Strafzeit auf die Endzeit zu addieren und anschließend die Zielreihenfolge anzupassen.
Bei internationalen Wettbewerben hat der Gehrichterobmann zudem das Recht, einen Geher auf den letzten 100 Metern vor dem Ziel unabhängig von der Zahl der vorliegenden Roten Karten (quasi eigenmächtig) zu disqualifizieren. Dies darf er jedoch nur dann tun, wenn der Gehstil des Athleten offensichtlich gegen die Regeln verstößt, also z. B. wenn der Geher läuft oder joggt und nicht mehr geht. Der Geher darf in einem solchen Falle den Wettkampf beenden, er wird dann unmittelbar nach dem Ziel von seiner Disqualifikation in Kenntnis gesetzt.
Begründet durch die drei Roten Karten, die für eine Disqualifikation notwendig sind, müssen demnach mindestens drei, bei Einsatz der Aufenthaltszone für Zeitstrafen, wo die vierte Rote Karte zur Disqualifikation führt, sogar mindestens vier Gehrichter anwesend sein. In Deutschland (Veranstaltungen bis zu Deutschen Meisterschaften) dürfen keine zwei Gehrichter demselben Verein angehören, d. h., alle amtierenden Gehrichter müssen aus unterschiedlichen Vereinen kommen. Bei Gebiets- oder Weltmeisterschaften oder Veranstaltungen, die durch einen Gebiets- oder Weltverband organisiert werden, dürfen keine zwei Gehrichter derselben Nation angehören.

## Einhaltung der Gehregeln
Die Wettkampfvorschriften für das Gehen schreiben neben der Kniestreckung bei jedem Schritt, wie oben bereits erläutert, eindeutig vor, dass es zu keiner Zeit zu einem mit menschlichem Auge wahrnehmbaren gleichzeitigen Verlust des Bodenkontakts beider Füße kommen darf.
Das Einhalten dieser Regeln wird zwar durch Gehrichter überwacht, die entsprechende Verwarnungen bei Verstößen aussprechen und dies dem Sportler auf entsprechenden Tafeln anzeigen. Allerdings ist es äußerst schwierig, mit bloßem Auge Verstöße wahrzunehmen, was ganz besonders für die Problematik des ständigen Bodenkontakts gilt. In Zeitlupenaufnahmen – zum Beispiel von den Weltmeisterschaften 2015 – wird deutlich, dass die Sportler ähnlich wie beim Laufen ständig den Bodenkontakt verlieren, ohne dass eine Konsequenz erfolgt. Begonnen hat diese Entwicklung vor allem in den 1980er Jahren. Nicht umsonst gab es sprunghafte Verbesserungen der Weltbestleistungen. Die Steigerungsraten der Weltrekorde liegen insgesamt deutlich höher als in anderen Disziplinen.
Auswege aus dieser Problematik sind nicht einfach, aber das Thema kann auch nicht ohne weitere Überlegungen ausgeklammert werden. Es ist eine Frage der Grenzwertigkeit und durch die Festlegung der menschlichen Wahrnehmung als Kriterium kommt sehr viel Subjektivität in die Beurteilung der Regeleinhaltung durch die Wettkampfrichter. Umstrittene Entscheidungen zugunsten oder zu Ungunsten von Gehern und das Gefühl ungerechter Benachteiligung sind Folgen, die oft auftreten und ungeklärt bleiben.